# 王國慶 (光緒進士)
王國慶，山東省萊州府濰縣人，清朝政治人物、同進士出身。
光緒十二年（1886年），参加光緒丙戌科殿試，登進士三甲81名。同年五月，著主事分部学习。